# Stanley Johnson (Basketballspieler)
Stanley Johnson Jr. (* 29. Mai 1996 in Anaheim, Kalifornien) ist ein US-amerikanischer Basketballspieler. Der Flügelspieler steht bei Anadolu Efes SK unter Vertrag.

## Karriere
Bereits während seiner Schulzeit war Johnson ein talentierter Basketballspieler und nahm mit den amerikanischen Jugendauswahlmannschaften an internationalen Turnieren teil. So gewann er 2012 die U17-Basketballweltmeisterschaft in Litauen. Nach dem Schulabschluss spielte Johnson ein Jahr für die University of Arizona, für deren Hochschulmannschaft er in 38 Spielen im Durchschnitt 13,8 Punkte und 6,5 Rebounds erzielte.
Beim NBA-Draftverfahren 2015 wurde er an achter Stelle von den Detroit Pistons ausgewählt. Johnson kam in seiner Rookiesaison in 73 Einsätzen auf durchschnittlich 8,1 Punkte, 4,2 Rebounds und 1,6 Assists.
Im Februar 2019 wurde Johnson im Rahmen eines Tauschhandels, der drei Mannschaften umfasste, an die New Orleans Pelicans abgegeben. Im Juli 2019 unterschrieb er einen Vertrag bei den Toronto Raptors.
Nachdem Johnson seinen Vertrag in Toronto erfüllt hatte, unterschrieb er im September 2021 bei den Chicago Bulls und wurde Mitte Oktober wieder entlassen, nachdem er an vier Spielen der Vorbereitungssaison teilgenommen hatte.
Mitte November 2021 wurde er bei den South Bay Lakers in Los Angeles eingestellt und bestritt für die Mannschaft sechs Spiele in der NBA-G-League.
Anfang Dezember 2021 unterschrieb Johnson einen für zehn Tage gültigen Vertrag bei den Chicago Bulls, für die er jedoch kein Spiel bestritt.
Am 24. Dezember 2021 unterschrieb er einen Zehn-Tage-Vertrag auf Grundlage der NBA-Härtefall-Ausnahmeregelung bei den Los Angeles Lakers.
Johnson wurde im August 2022 zusammen mit Talen Horton-Tucker für Patrick Beverley zu den Utah Jazz transferiert. Im Oktober 2022 wurde er aus dem Aufgebot gestrichen. Nachdem er kurz für die Sioux Falls Skyforce in der NBA-G-League gespielt hatte, kehrte Johnson in die NBA zurück, als er Mitte Dezember 2022 von den San Antonio Spurs verpflichtet wurde. Für die Texaner kam er in 30 NBA-Spielen zum Einsatz, in denen er im Durchschnitt auf 5,8 Punkte kam. Im Spieljahr 2023/24 stand Johnson in der NBA-G-League in Diensten der Stockton Kings.
Mit seinem Wechsel zur türkischen Spitzenmannschaft Anadolu Efes SK entschied sich Johnson erstmals in seiner Laufbahn, für einen Verein außerhalb seines Heimatlandes zu spielen.

## NBA-Statistiken

### Hauptrunde
| Saison  | Team                  | GP  | GS | MPG  | FG % | 3P % | FT % | RPG | APG | SPG | BPG | PPG |
| ------- | --------------------- | --- | -- | ---- | ---- | ---- | ---- | --- | --- | --- | --- | --- |
| 2015–16 | Detroit               | 73  | 6  | 23.1 | .375 | .307 | .784 | 4.2 | 1.6 | 0.8 | 0.2 | 8.1 |
| 2016–17 | Detroit               | 77  | 1  | 17.8 | .353 | .292 | .679 | 2.5 | 1.4 | 0.7 | 0.3 | 4.4 |
| 2017–18 | Detroit               | 69  | 50 | 27.4 | .375 | .286 | .772 | 3.7 | 1.6 | 1.4 | 0.2 | 8.7 |
| 2018–19 | Detroit / New Orleans | 66  | 7  | 18.3 | .389 | .288 | .781 | 3.3 | 1.3 | 0.9 | 0.2 | 6.9 |
| 2019–20 | Toronto               | 25  | 0  | 6.0  | .373 | .292 | .563 | 1.5 | 0.8 | 0.2 | 0.2 | 2.4 |
| Gesamt  | Gesamt                | 310 | 64 | 20.4 | .374 | .293 | .755 | 3.2 | 1.4 | 0.9 | 0.2 | 6.6 |

### Play-offs
| Saison  | Team    | GP | GS | MPG  | FG % | 3P % | FT %  | RPG | APG | SPG | BPG | PPG |
| ------- | ------- | -- | -- | ---- | ---- | ---- | ----- | --- | --- | --- | --- | --- |
| 2015–16 | Detroit | 4  | 0  | 20.3 | .522 | .600 | 1.000 | 4.0 | 0.0 | 0.3 | 0.0 | 8.0 |
| 2019–20 | Toronto | 3  | 0  | 6.7  | .445 | .400 | 1.000 | 1.3 | 2.0 | 0.0 | 0.0 | 4.3 |
| Gesamt  | Gesamt  | 7  | 0  | 14.4 | .500 | .533 | 1.000 | 2.9 | 0.9 | 0.1 | 0.0 | 6.4 |